# Godna Góra
Godna Góra – wzniesienie o wysokości 225,3 m n.p.m. na Pojezierzu Bytowskim, położone w województwie zachodniopomorskim, powiecie szczecineckim, gminie Biały Bór.
Przy zachodniej części wzniesienia rozciąga się z południa na północ Jezioro Bobięcińskie Wielkie. Na wschód od Godnej Góry znajduje się wyższe wzniesienie Grojec.
Teren wzniesienia znajduje się w specjalnym obszarze ochrony siedlisk "Jezioro Bobięcińskie" oraz obszarze specjalnej ochrony ptaków "Ostoja Drawska".
W 1950 roku wprowadzono urzędowo zarządzeniem nazwę Godna Góra, zastępując poprzednią niemiecką nazwę Pfingst-Berg.